# Eugene M. Stoner
Pour les articles homonymes, voir Stoner.
Eugene Morrison Stoner (Gosport, Indiana, 22 novembre 1922 - Palm City, Floride, 24 avril 1997) est l'homme qui a le plus participé à la conception de l'AR-15, qui a été adopté par les militaires sous le nom de M16. Il est considéré par la plupart des historiens, avec John Browning et John C. Garand, comme l’un des plus grands concepteurs militaires d'armes à feu du XXe siècle aux États-Unis.

## Biographie
Eugene Stoner fréquente le lycée de Long Beach, puis travaille pour Vega Aircraft Company dans l’installation d'armement.
Pendant la Seconde Guerre mondiale, il est enrôlé à l'artillerie d'aviation dans les Marines et sert dans le Pacifique sud et au nord de la Chine. Vers la fin de 1945, il commence à travailler dans un atelier de construction mécanique pour Whittaker, une compagnie d'équipement d'avion, et devient finalement ingénieur.
En 1954, il travaille en tant qu'ingénieur en chef pour Armalite, une division de Fairchild Engine & Airplane Corporation. Chez ArmaLite, il conçoit une série de prototypes d’armes, comme l'AR-3, AR-9, AR-11, AR-12, et l'AR-16, dont aucun aura une production significative.
Entre autres, il conçoit l’AR-7 (en), un fusil qui est adopté par l'armée de l'air des États-Unis.

En 1955, Stoner termine les travaux initiaux de conception du révolutionnaire AR-10, d’un poids léger (7,25 livres) avec une sélecteur de tir et qui utilise le calibre de 7,62 × 51 millimètres OTAN. L'AR-10 est soumis à des épreuves d'évaluation à l'arsenal de Springfield en 1956. En comparaison avec les fusils précédemment soumis à l'évaluation, l'AR-10 est arrivé en retard dans la période d’essai, et l'armée le rejette en faveur du T44 (plus conventionnel), qui deviendra le M14. Plus tard, la conception d'AR-10 est autorisée à la société hollandaise Artillerie Inrichtingen, qui le produit jusqu'en 1960 et sera vendu à diverses forces militaires étrangères.

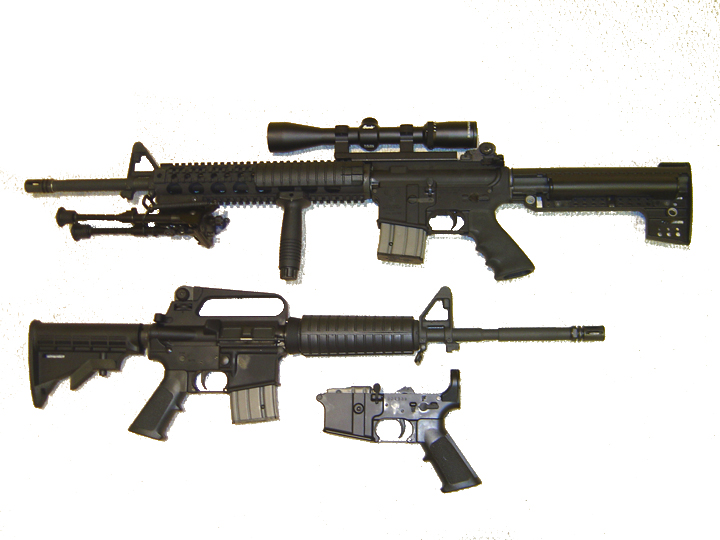
Le fusil AR-15, conçu par Stoner.

Sur demande des militaires des États-Unis, l'adjoint de Stoner, Robert Fremont et le dessinateur technique L. James Sullivan conçoivent l'AR-15 sur la base de l’AR-10, et l'adaptent pour tirer du petit-calibre (.223 Remington). Plus tard l'AR-15 a été adopté par les forces militaires des États-Unis comme fusil d’assaut M16.
Stoner laisse ArmaLite en 1961 pour servir de conseiller à Colt. Il accepte, par la suite, de travailler avec Cadillac Gage, et conçoit le Stoner 62 Weapons System, un système d'armes modulaire qui peut être modifié pour devenir un fusil automatique standard, une mitrailleuse légère, une mitrailleuse moyenne, ou une mitrailleuse fixe sous le nom de Stoner 63.
Puisqu'ArmaLite a vendu le brevet de Stoner à Colt, le Stoner Weapons System utilise le système de piston actionné par le gaz de la cartouche. Robert Fremont et L. James Sullivan ont alors repris la conception de Stoner et l’ont remodelé pour la cartouche de .223 Remington, pour créer le Stoner 63 Weapons System. 

Stoner a également travaillé pour TRW pour créer le TRW 642 525 mm « Bushmaster » automatique, qui plus tard, est fabriqué par Oerlikon sous le nom de KBA.
En 1972, il cofonde ARES Incorporated à Port Clinton, Ohio, mais abandonne la compagnie en 1989, après avoir conçu la mitrailleuse légère Ares, parfois connue sous le nom de Stoner 86. C'est une version évoluée du Stoner 63. Chez Ares, il a également conçu le Future Assault Rifle Concept (FARC).
En 1990, il rejoint Knight's Armament Company (KAC) pour créer le Stoner Rifle-25 (SR-25), qui sert actuellement dans l'US Navy. Toujours chez KAC, il travaille également sur une autre version du Stoner Weapons System, appelée Stoner 96.
Parmi ses dernières conceptions, le fusil d’assaut SR-50.

## Modèles d'armes
| Modèles Armalite - AR-3 - AR-7 (en) - AR-9 - AR-10 - AR-11 - AR-12 - AR-15 - M16 - AR-18 | Autres modèles - Stoner 62 / Stoner 63 - TRW 6425 25 mm “Bushmaster” - Ares FMG (en) (Folding Machine Gun ou pistolet mitrailleur pliante) - Ares Light Machine Gun (en) (connu aussi sous “Stoner 86”) - Advanced Individual Weapon System (AIWS) - Future Assault Rifle Concept (FARC) - SR-25 (U.S. Navy Mark 11 Mod 0 sniper rifle) - Stoner 96 - SR-50 |

## Sources
- (en) Cet article est partiellement ou en totalité issu de l’article de Wikipédia en anglais intitulé « Eugene Stoner » (voir la liste des auteurs).